# 茱麗葉
《茱麗葉》，2010年台灣電影時裝愛情小說愛情電影，由徐若瑄、王柏傑、李千娜 、黃河、小梁、康康等人演出。

## 演員陣容

### 主要角色
第一段：〈該死的茱麗葉〉導演︰侯季然
- 徐若瑄 飾演 秀珠
- 王柏傑 飾演 羅偉（綽號：羅密歐）

第二段：〈兩個茱麗葉〉導演︰沈可尚
- 李千娜 飾演 茱莉／妹仔
- 黃　河 飾演 小羅
- 柯一正
- 林志儒
- 吳朋奉

第三段：〈還有一個茱麗葉〉導演︰陳玉勳
- 梁赫群 飾演 羅蜜歐（綽號：歐A）
- 康　康 飾演 朱立業

## 電影歌曲
- 主題曲：COLOR〈接話〉
- 片尾曲：李千娜〈什錦舞步〉

## 獎項和榮譽
- 第47屆金馬獎最佳新演員：李千娜
- 2010年金馬國際影展開幕影片
- 2010年日本東京影展開幕影片
- 2010年南韓釜山影展wide angle短片競賽單元：第一段《該死的茱麗葉》

## 外部連結
- 痞客邦電影「茱麗葉」官方網站
- 電影「茱麗葉」官方網站
- Yahoo奇摩電影上《茱麗葉》的資料（繁體中文）
- MSN娛樂上《茱麗葉》的資料（繁體中文）

- 開眼電影網上《茱麗葉》的資料（繁體中文）
- 豆瓣电影上《茱麗葉》的資料 （简体中文）
- 时光网上《茱麗葉》的資料（简体中文）
- AllMovie上《茱麗葉》的资料（英文）
- 爛番茄上《茱麗葉》的資料（英文）
- 香港影庫上《茱麗葉》的資料（繁體中文）
- 互联网电影数据库（IMDb）上《茱麗葉》的资料（英文）